# Mononchoides americanus
Mononchoides americanus är en rundmaskart. Mononchoides americanus ingår i släktet Mononchoides och familjen Diplogasteridae. Inga underarter finns listade i Catalogue of Life.